# Antonio González Guerrero (músico)
Antonio González Guerrero (¿diócesis de Badajoz?, ¿1685? - Olivares, 10 de septiembre de 1759) fue un compositor y maestro de capilla español.

## Vida
Se desconoce tanto el origen como la formación de Antonio González Guerrero. Las primeras noticias que se tienen son de 1710, cuando se presentó a las oposiciones para el magisterio de la Colegiata de Olivares. Consiguió el cargo tras ser examinado por el maestro Cristóbal de Dueñas de la Colegiata de San Salvador de Sevilla. Fue el primer maestro de Olivares en recibir una ración.

[...] se acordo y mando se le escriva a su exa el señor Patrono dandole qtas de la muerte del cano. D Franco de Ximz, como es esta prebenda del majisterio de Capilla y que pr quanto a mas de a[ños] que no ai mucica en esta dha Yga ni esperanza de que la pueda aver de aqui a muchos, por la injuria de los tpos, y por esta razon no tener el maestro de Capilla en que emplear y exercitar su obligazn por la misma, y todas las referidas y las mucicas que prebienen y disponen los institutos desta dha Yglesia; Su Exas tenga a bien as que por aora suspendamos poner los edictos para la oposizn deste majisterio hasta y quando tengan serenidad los tpos Y esta dha Yglesia mas pos fructos y rentas.

Parece ser que las relaciones con el cabildo nunca fueron tranquilas. En 1711, un año después de ser contratado, fue multado por negarse a cantar en la misa de la Virgen, tal como era su obligación. Y ese mismo año, en noviembre, se le obligó a dar clases de canto de órgano por un salario la mitad de lo que decían los estatutos. En 1712 también recibió un pago de 150 reales por la composición de unos villancicos y otros 16 escudos para su impresión.
González solicitó permiso en diversas ocasiones para tocar fuera de la catedral, actividad habitual en las capillas de música que se ganaban un dinero extra tocando en fiestas privadas. En 1713 solicitó licencia para ir a Granada a examinarse para el magisterio de la Catedral de Granada, sin éxito. Regresó a Granada en 1730 para comprar un bajón, que adquirió por 16 pesos.
En 1715 se ordenó sacerdote en Badajoz, lo que podría indicar que era originario de la diócesis de Badajoz. Para ello solicitó una ayuda de costas al cabildo olivarense «por ser pobre y tener mucha familia de madre y hermanas que mantener». 
En 1736 se menciona por primera vez su enfermedad, por la que se le concedió una licencia. A su regreso ya no volvió a realizar sus funciones con la premura que lo había hecho hasta entonces. Se notó sobre todo en las composiciones de villancicos, llegando a ser amonestado por el cabildo, lo que aparece anotado en el Libro Blanco que se conserva en el archivo. En 1744 volvió a caer enfermo y tuvo que dejar de componer. En su función de cantor fue sustituido en las Pasiones de Semana Santa por el racionero Bejarano y los capellanes Delgado y Blas Manzano, y en su función como maestro de las lecciones de canto de órgano se encargó a Francisco Jiménez, que había sido anteriormente maestro de capilla en Olivares.
Anotnio González Guerrero falleció en el cargo en Olivares el 10 de septiembre de 1759, tras sufrir una enfermedad que sufría desde marzo de ese año. Falleció con unos 74 años, lo que daría una fecha de nacimiento hacia 1685. Debía estar tan enfermo que Francisco Mayés, el capellán músico con mayor antigüedad, solicitó la interinidad del magisterio, mientras Juan Mayorga, el organista, se encargaba del gobierno de la capilla y Mayés de llevar el compás.

## Obra
Solo se conserva una única composición de maestro González en Olivares, el Non in die festo para la Pasión del Domingo y Miércoles.